# Sainte-Sabine-Born
Sainte-Sabine-Born is een voormalige gemeente in het Franse departement Dordogne in de regio Nouvelle-Aquitaine en telt 375 inwoners (2005) en maakt deel uit van het arrondissement Bergerac.

## Geschiedenis
Sainte-Sabine-Born maakte deel uit van het kanton Beaumont-du-Périgord totdat dit op 22 maart werd opgeheven en de gemeenten werden opgenomen in het kanton Lalinde.
Op 1 januari 2016 fuseerde de gemeente met Beaumont-du-Périgord, Labouquerie. en Nojals-et-Clotte tot de commune nouvelle Beaumontois en Périgord.

## Geografie
De oppervlakte van Sainte-Sabine-Born bedraagt 23,5 km², de bevolkingsdichtheid is 16,0 inwoners per km².
De onderstaande kaart toont de ligging van Sainte-Sabine-Born met de belangrijkste infrastructuur en aangrenzende gemeenten.

## Demografie
Onderstaande figuur toont het verloop van het inwonertal.
Beaumont-du-Périgord · Labouquerie · Nojals-et-Clotte · Sainte-Sabine-Born